# Parádfürdö
Het dorp Parádfürdö ligt in Noord-Hongarije in het Mátragebergte, en in het comitaat Heves. De plaats ligt op enkele kilometers oostelijk van Mátraháza.
Deze plaats is bekend als kuuroord. De Parádfürdö-vallei wordt als eerste in 1730 als kuuroord genoemd. De badinrichtingen liggen in een groot park (80 ha). Het thermaalwater bevat aluin en wordt onder meer gebruikt voor genezing van ziektes aan de gewrichten. Aluin werd vroeger ook gebruikt voor gezichtwondjes, onder andere door het scheren met een scheermes. Tegenover een straatje met winkeltjes en cafés ligt het Wagenmuseum, het enige van zijn soort in Hongarije.